# 潘國山
潘國山，BBS，MH，JP（1962年—），公民力量主席兼新民黨副主席，現任香港沙田區議會委任議員，沙田区防火委員會主席，曾任沙田區議會田心選區議員。

## 早年生活
潘祖籍海南瓊山，在參與選舉前，一直擔任蔡根培議員助理。及後在2003年香港區議會選舉時，於田心選區參選，並成功當選。

## 政治生涯

### 與新民黨結盟
2014年2月12日，新民黨宣佈與公民力量結成聯盟，擴大組織架構。結盟後，公民力量19名區議員均加入新民黨，令新民黨區議員原來12名，增至31名。新民黨亦於2月11日舉行之特別會員大會中，通過委任公民力量的召集人潘國山為該黨副主席。與此同時，葉劉淑儀則成為公民力量會長，田北辰則成為公民力量榮譽主席。

### 區議會生涯
2003年區議會選舉，蔡根培退休，本區議席交由其助理公民力量潘國山接棒。2007年區議會選舉，潘國山在沒有對手下自動當選。
2011年區議會選舉，當時人口估算約14,742人，其中有8,633位是選民，潘國山聲稱以修讀博士學位為由不參選，議席由無黨派人士孫燦培和民建聯成員兼公民力量創辦人劉江華爭奪，最終劉以1,612票擊敗孫勝出，劉被指借本區以參選立法會超級區議會席位。最終2012年9月劉競逐超級區議會席位失利，更有市民選後於劉氏在本區的辦事處舉行慶祝其落選的活動。同年12月劉江華因出任政制及內地事務局副局長自行辭去區議員一職，補選在2013年3月舉行，由潘國山以三分二得票再次勝出。
2014年2月12日，新民黨與公民力量結盟，潘國山加入新民黨，並成為該黨副主席。
2015年區議會選舉，當時人口估算約14,986人，其中8,485位是選民，潘國山自動當選。
因應公民力量在2015年區議會選舉失去多個議席，潘氏原打算辭任主席，但獲时任沙田區議會主席何厚祥挽留而留任，但黨內多個職位仍出現更替。
2019年區議會選舉，時為沙田區政執委的曾參選挑戰潘國山，曾更獲民主動力認證而得到泛民主派支持者票源，結果曾以3,399票多於3,078票的潘當選，結束潘十七年議員生涯。
2023年12月12日，行政長官李家超委任179名委任區議員，潘國山成為沙田區議會委任議員

### 歷屆選舉結果
| 政党   | 政党            | 候选人    | 票数  | %     | ±      |
| ------ | --------------- | --------- | ----- | ----- | ------ |
|        | 沙田區政        | ①. 曾     | 3,399 | 52.48 | 不適用 |
|        | 新民黨/公民力量 | ②. 潘國山 | 3,078 | 47.52 | 不適用 |
| 多数票 | 多数票          | 多数票    | 321   | 4.96  | 不適用 |

| 政党   | 政党             | 候选人 | 票数     | %      | ±      |
| ------ | ---------------- | ------ | -------- | ------ | ------ |
|        | 公民力量/ 新民黨 | 潘國山 | 自動當選 | 不適用 | 不適用 |
| 多数票 | 多数票           | 多数票 | 自動當選 | N/A    | N/A    |

| 政党   | 政党     | 候选人    | 票数  | %     | ±      |
| ------ | -------- | --------- | ----- | ----- | ------ |
|        | 人民力量 | ①. 林匡正 | 531   | 14.5  | 不適用 |
|        | 公民力量 | ②. 潘國山 | 2,432 | 66.43 | 不適用 |
|        | 民主黨   | ③. 丁士元 | 675   | 18.44 | 不適用 |
|        | 無黨派   | ④. 蘇佩琳 | 23    | 0.63  | 不適用 |
| 投票率 | 投票率   | 投票率    | 3,673 | 45.4  | 不適用 |
| 多数票 | 多数票   | 多数票    | 1,757 | 47.99 | 不適用 |

| 政党   | 政党     | 候选人 | 票数     | %      | ±      |
| ------ | -------- | ------ | -------- | ------ | ------ |
|        | 公民力量 | 潘國山 | 自動當選 | 不適用 | 不適用 |
| 多数票 | 多数票   | 多数票 | 自動當選 | N/A    | N/A    |

| 政党   | 政党     | 候选人    | 票数  | %     | ±      |
| ------ | -------- | --------- | ----- | ----- | ------ |
|        | 獨立     | ①. 朱滿成 | 1,037 | 33.22 | 不適用 |
|        | 獨立     | ②. 吳炳棠 | 281   | 9.00  | 不適用 |
|        | 公民力量 | ③. 潘國山 | 1,804 | 57.78 | 不適用 |
| 多数票 | 多数票   | 多数票    | 767   | 24.57 | 不適用 |

## 爭議
2019年7月時，網上流傳一張由潘國山發出的海報，顯示所提供牙科服務優惠的詳情。然而，各服務項目的價錢卻以「XXX」表示，其後在網上引起熱議。潘氏後來解釋牙科服務優惠已結束，而在製造海報時疏忽，因而作出有關錯誤。

## 逸聞
由於潘國山與西貢區議員方國珊發音及名字相近，因此有市民及區議員在數次活動及會議中誤稱潘氏為「哪吒」，在網上引起廣泛討論。

## 外部連結
- 潘國山個人網站 （页面存档备份，存于）
- 潘國山Facebook Page （页面存档备份，存于）

| 議會席位             | 議會席位                                                                           | 議會席位         |
| -------------------- | ---------------------------------------------------------------------------------- | ---------------- |
| 前任： 蔡根培 劉江華 | 沙田區議會 田心選區議員 2004年1月1日至2011年12月31日 2013年3月11日至2019年12月31日 | 繼任： 劉江華 曾 |